# 卡维·丹扎拉岚
卡维·丹扎拉岚（1980年5月18日—），原名拉维·丹扎拉岚，昵称Beam，出生于曼谷的泰国男演员、歌手、模特兼商人，妹妹夏洛茶·丹扎拉岚（Bua）曾为圈内艺人。代表作有《世界的交汇点》、《乌鸦与凤凰》、《鲜花宝座》、《游戏幻影》、《爱情复仇游戏》等。现为自由艺人。